# برنارد بولزانو
برنارد بولزانو (بالتشيكية: Bernard Bolzano) (اسمه عند الولادة: برناردوس بلاسيدوس جوهان نيبوموك بولزانو، بالإنجليزية: Bernardus Placidus Johann Nepomuk Bolzano ، 5 أكتوبر 1781 - 18 ديسمبر 1848) كان عالم رياضيات وعالم منطق وفيلسوفًا ولاهوتيًا وكاهنًا كاثوليكيًا بوهيميًا من أصل إيطالي، وعُرف أيضًا بآرائه المضادة للنزعة العسكرية.
كان بولزانو يكتب بالألمانية، لغته الأم، واشتهرت معظم أعماله بعد وفاته.

## عائلته
كان بولزانو ابنًا لاثنين من الكاثوليك الملتزمين. كان والده، بيرنارد بومبيوس بولزانو، إيطاليًا انتقل إلى براغ، حيث تزوج من ماريا سيسيليا مورير التي تتحدر من عائلة مورير البراغية المتحدثة بالألمانية. وقد عاش اثنان فقط من أطفالهما الإثني عشر حتى مرحلة البلوغ.

## مسيرته المهنية
دخل بولزانو جامعة براغ في عام 1796، ودرس الرياضيات والفلسفة والفيزياء. بدءًا من عام 1800، شرع أيضًا في دراسة علم الإلهيات، ليصبح كاهنًا كاثوليكيًا في عام 1804. ومُنح كرسي فلسفة الدين الجديد في جامعة براغ عام 1805. وتبين أنّه محاضر محبوب ليس بالدين فحسب، بل أيضًا بالفلسفة، وانتُخب لعمادة كلية الفلسفة في عام 1818.
نفّر بولزانو العديد من قيادات الكلية والكنيسة بسبب تناوله مواضيع مثل الضياع الاجتماعي الذي تسببه النزعة العسكرية وقلة الحاجة للحرب أثناء دروسه. وحث على عملية إعادة تشكيل كاملة للأنظمة التعليمية والاجتماعية والاقتصادية يكون من شأنها أن توجه مصالح الدولة نحو السلام عوضًا عن النزاعات المسلحة بين الدول. وجرّاء رفضه التنكر لمعتقداته، طُرد بولزانو من الجامعة في عام 1819.
في نهاية المطاف، تبيّن أن قناعاته السياسية -التي كان يميل إلى مشاركتها مع الآخرين بشكل متكرر إلى حد ما- كانت ليبرالية أكثر من اللازم بالنسبة إلى السلطات النمساوية. نُفي إلى الأرياف وحينها كرّس طاقاته للكتابات التي تتناول المسائل الاجتماعية والدينية والفلسفية والرياضية.
رغم منعه من النشر في الصحف السائدة، إذ كان ذلك من شروط النفي، استمرّ بولزانو بتطوير أفكاره ونشرها سواء أكان بالاعتماد على نفسه أم عن طريق الصحف الأوروبية الشرقية المغمورة. وقد عاد إلى براغ في عام 1842، حيث توفي في عام 1848.

## أعماله في الرياضيات
قدم بولزانو العديد من المساهمات المبتكرة للرياضيات. كان موقفه الفلسفي العام، خلافًا لنسبة كبيرة من الرياضيات السائدة في ذلك العصر، يرى أنه من الأفضل عدم إدخال المفاهيم الحدسية مثل الوقت والحركة إلى الرياضيات (بوير 1959، ص268-269). ومن أجل هذه الغاية، كان واحدًا من أوائل علماء الرياضيات الذين بدؤوا بترسيخ مفهوم الصرامة في التحليل الرياضي بشكل تدريجي عن طريق أعماله الرياضية الأساسية الثلاثة: «مساهمات في سبيل تمثيل أكثر تبريرًا للرياضيات» (1810) (بالألمانية: Beyträge zu einer begründeteren Darstellung der Mathematik)، و«النظرية ذات الحدين» (1816) (بالألمانية: Der binomische Lehrsatz)، و«دليل تحليلي بحت» (1817) (بالألمانية: Rein analytischer Beweis). قدمت هذه الأعمال «... نموذجًا لطريقة جديدة لتطوير التحليل»، ولم تُدرَك غايتها النهائية إلا بعد مرور نحو خمسين سنة عندما جذبت انتباه كارل فايرشتراس (أوكونر وروبرتسون 2006).
بالنسبة إلى أسس التحليل الرياضي، فقد ساهم بولزانو بتقديم مجموعة تعريف (ε, δ) صارمة للنهاية الحدية، وكان أول من أدرك أكبر الحدود الدنيا للأرقام الحقيقية. مثل العديد من الآخرين في عصره، كان متشككًا في قيم غوتفريد لايبنتس المتناهية في الصغر، التي كانت أول الأسس المفترضة لحسابات التفاضل. كان مفهوم بولزانو عن النهايات مشابهًا للمفهوم الحديث: أي أن النهاية، عوضًا عن كونها علاقة بين قيم متناهية في الصغر، يجب أن تتماشى مع مدى اقتراب المتغير التابع من قيمة محددة أثناء اقتراب المتغير المستقل من قيمة محددة أخرى.
قدم بولزانو أيضًا الدليل التحليلي البحت الأول للمبرهنة الأساسية في الجبر، التي كانت قد أُثبِتت أصلًا من قبل غاوس من ناحية هندسية. وقدم أيضًا الدليل التحليلي البحت الأول لمبرهنة القيمة الوسطية (المعروفة أيضًا بمرهنة بولزانو). أكثر ما يتذكره الناس اليوم من أعماله هو مبرهنة بولزانو - فايرشتراس، التي طورها كارل فايرشتراس بشكل مستقل ونشرها بعد سنوات من إثبات بولزانو الأول، والتي سمّيت في البداية بمبرهنة فايرشتراس إلى أن أعيد اكتشاف أعمال بولزانو المبكرة (بوير وميرتسباخ 1991، ص561).

## روابط خارجية
- برنارد بولزانو على موقع الموسوعة البريطانية (الإنجليزية)